# Aneomochtherus tenuis
Aneomochtherus tenuis là một loài ruồi trong họ Asilidae. Aneomochtherus tenuis được Tsacas miêu tả năm 1968. Loài này phân bố ở vùng Cổ Bắc giới và châu Á.